# Lieselotte Beyer
Lieselotte Beyer (* im März 1943 als Lieselotte Strehlow) ist eine ehemalige deutsche Dressur- und Springreiterin und Dressurrichterin. Sie ist die Reiterin mit den meisten Titelgewinnen bei DDR-Meisterschaften in den olympischen Pferdesportdisziplinen.

## Werdegang
Der Arbeitgeber von Lieselotte Beyer war das Reifenwerk Riesa, dort war sie von 1966 bis 1987 als Reifenkonstrukteurin tätig. Das Reifenwerk war zudem Trägerbetrieb der BSG Chemie Riesa, der Beyers sportliche Heimat war. Ab 1956 fand das tägliche reiterliche Training von Lieselotte Beyer (Rufname „Lilo“) auf dem Gut Göhlis in Riesa statt. Sie war sowohl im Dressurreiten als auch im Springreiten aktiv.
Ihren ersten großen Erfolg feierte sie 1963, als sie mit der Mecklenburger Stute Chinett die Damenwertung der DDR-Meisterschaft im Springreiten gewann. Die Damenwertung der DDR-Meisterschaft im Dressurreiten gewann sie erstmals zwei Jahre später mit der sächsischen Fuchsstute Poinsettia. Bis 1983 war sie als Turnierreiterin aktiv, bis 1967 unter ihrem Mädchennamen Lieselotte Strehlow. Insgesamt 13 Mal gewann Lieselotte Beyer einen Titel bei den DDR-Meisterschaften, mehrheitlich im Dressurreiten. Nach eigenen Angaben war sie 1968 zudem Reservereiterin der DDR für die Olympischen Reitsportwettbewerbe 1968.
Ab 1984 konzentrierte sich Lieselotte Beyer auf die Richtertätigkeit im Dressurreiten. Ab Mai 2006 hatte sie nach bestandener Prüfung die Befähigung zum Richten von Grand Prix-Prüfungen. Inzwischen ist sie Ehrenrichterin des Landesverbands Pferdesport Sachsen.
Nach der deutschen Wiedervereinigung wurde Beyer 1991 von der Deutschen Reiterlichen Vereinigung das Goldene Reitabzeichen verliehen. In der Nachwendezeit zog sie aus Riesa weg, nach Zwischenstationen ist sie im nahegelegenen Prausitz wohnhaft.

## Erfolge
- DDR-Meisterschaften Springreiten, Damenwertung:
  - Gold: 1963 (mit Chinett), 1966 (mit Simone)
  - Silber: 1964 (mit Aorta), 1965 (mit Chinett)

- DDR-Meisterschaften Dressurreiten, Damenwertung:
  - Gold: 1965, 1967, 1968, 1969, 1970 und 1971 (jeweils mit Poinsettia), 1972, 1973, 1974, 1975 und 1976 (jeweils mit Rugby)
  - Silber: 1977, 1978, 1982 (jeweils mit Rugby)
  - Bronze: 1979, 1980, 1981 (jeweils mit Rugby)[5][6]